# Cá sấu Cuba
Cá sấu Cuba (danh pháp hai phần: Crocodylus rhombifer) là một loài cá sấu nhỏ (trung bình dài 2,4 mét) được tìm thấy ở đầm lầy Zapata và đảo Thanh Niên của Cuba, và nguy cấp cao, mặc dù trước đây dao động ở nơi khác trong Caribbean. Hóa thạch của loài này được tìm thấy trong quần đảo Cayman và Bahamas.
Loài này có nhiều đặc điểm khác các loài cá sấu khác, chẳng hạn như màu sắc dành của con trưởng thành sáng hơn, xù xì hơn, vảy nhiều "sỏi" hơn, chân dài và mạnh mẽ. Loài này ở trên mặt đất nhiều nhất trong các loài cá sấu, và cũng có thể là loài cá sấu thông minh nhất. Một thuộc địa của loài này tại Gatorland, Florida cũng đã thể hiện những gì nghi ngờ là hành vi săn bắt theo bầy, đã gợi nhiều quan tâm đối với loài này, vốn thường săn đơn lẻ.

## Nơi sống
Chúng thích sống ở các vùng nước ngọt như đầm lầy, sông và ít khi bơi ở vùng nước mặn.

## Thức ăn
Cá nhỏ, động vật chân đốt nước ngọt, và động vật giáp xác là thức ăn của cá sấu non. Con trưởng thành ăn động vật có vú nhỏ, cá và rùa. Chúng có răng cùn phía sau, hỗ trợ nghiền vỏ của rùa. Cá sấu Cuba cũng chứng minh kỹ thuật cho ăn nhảy nhìn thấy cá sấu khác như cá sấu Mỹ. Bằng cách đẩy mạnh với cái đuôi mạnh mẽ, chúng có thể nhảy ra khỏi nước và chộp lấy các động vật nhỏ từ các nhánh cây nhô ra. Loài cá sấu Cuba, trong khi không phải là một loài đặc biệt lớn, thường được coi là con cá sấu hung dữ nhất trong các loài cá sấu Tân Thế giới và tính hành động chi phối lớn hơn cá sấu Mỹ trong khu vực, trong đó hai loài cùng tồn tại.

## Bảo tồn

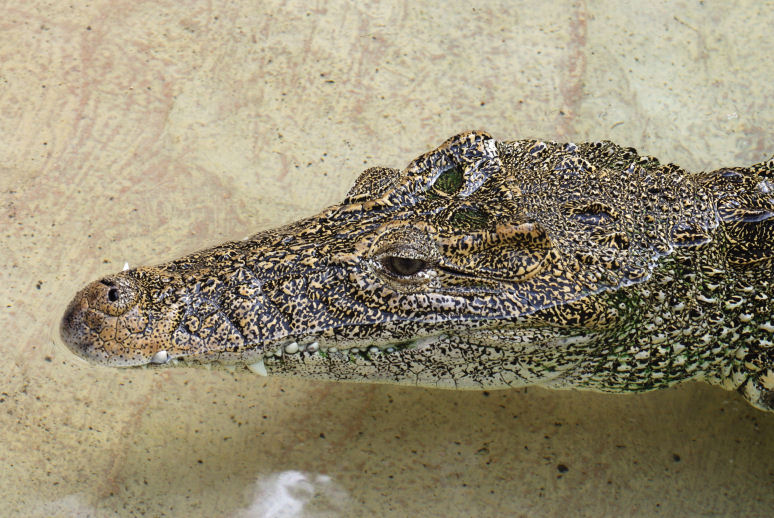
Mẫu vật ở Sở thú Miami

Cá sấu Cuba là một loài nguy cấp, được liệt kê trên phụ lục 1 CITES. Nơi sống và phạm vi bị giới hạn của nó làm cho nó rất dễ bị tổn thương. Con người đã săn bắt loài này khiến nó gần như tuyệt chủng. Hiện vẫn còn nhiều nghiên cứu được thực hiện trên các quần thể hoang dã còn lại. Loài này được đại diện nuôi nhốt ở Hoa Kỳ, nơi mà các dự án cho sinh sản đang diễn ra. Đã có vấn đề trong quá khứ với việc lai giống, đặc biệt là với cá sấu Mỹ, hạn chế các gen tinh khiết của loài này.